# Airton Daré
Airton Daré (Bauru (São Paulo), 9 februari 1978) is een Braziliaans autocoureur.

## Carrière
Daré werd geboren in Bauru, een stad in de staat São Paulo waar ook voetballer Pelé opgroeide. In 1997 ging hij in het Indy Lights kampioenschap rijden. Een jaar later won hij de race in Detroit en werd zesde in de eindstand van het kampioenschap. In 1999 reed hij het laatste seizoen in de Indy Lights en won de race in Nazareth. In 2000 ging hij racen in de Indy Racing League. Hij werd tweede in Pikes Peak en won dat jaar de trofee Rookie van het jaar. Hij haalde in 2001 het podium niet, maar werd toch tiende in de eindstand. In 2002 won hij de race op de Kansas Speedway. Het werd ook zijn enige overwinning, na dat jaar reed hij enkel nog de Indianapolis 500 van 2003 en 2006. Zijn beste resultaat in deze race was de achtste plaats die hij behaalde in 2001.

### Resultaten
Indy Racing League resultaten (aantal gereden races, aantal maal in de top 5 van een race, eindpositie kampioenschap en punten)
| Jaar | Races | 1ste | 2de | 3de | 4de | 5de | Rank | Ptn |
| ---- | ----- | ---- | --- | --- | --- | --- | ---- | --- |
| 2000 | 9     | -    | 1   | -   | -   | -   | 16   | 142 |
| 2001 | 13    | -    | -   | -   | -   | 1   | 10   | 239 |
| 2002 | 15    | 1    | -   | 1   | -   | -   | 9    | 304 |
| 2003 | 1     | -    | -   | -   | -   | -   | 34   | 6   |
| 2006 | 1     | -    | -   | -   | -   | -   | 31   | 12  |